# Piste de bobsleigh, luge et skeleton d'Hunderfossen
La piste d'Hunderfossen est une piste de bobsleigh, luge et skeleton située à Hunderfossen, à quinze kilomètres au nord du centre de Lillehammer en Norvège. Elle est ouverte en 1992 pour accueillir les épreuves de bobsleigh et de luge des Jeux olympiques d'hiver de 1994. Elle accueille aussi les épreuves de skeleton des championnats du monde FIBT 1995 et les championnats du monde de luge 1995. C'est aussi un des sites utilisés pour les Jeux olympiques de la jeunesse d'hiver de 2016.
D'après les plans originaux, la piste devait être construite à Fåberg. Ensuite, on propose de la déplacer à Kanthaugen au centre-ville puis à Holmenkollen à Oslo avant qu'Hunderfossen ne soit finalement choisie. La piste a une longueur de 1 710 mètres. Les compétitions de bobsleigh et de luge masculine se déroulent sur une longueur de 1 365 mètres et les autres épreuves de luge sur 1 185 mètres. La piste de bobsleigh a une dénivellation de 114 mètres et la pente moyenne est de 8,5 %.

## Histoire
Avant les Jeux de Lillehammer, il n'y a pas de piste de bobsleigh et de luge en Norvège. Pendant les Jeux olympiques d'hiver de 1952 à Oslo, la piste du Korketrekkeren est construite en tant que structure temporaire; faite de neige, il n'est plus réutilisé après les Jeux olympiques. Dans sa candidature pour les Jeux de 1994, Lillehammer propose de placer la piste de bobsleigh et de luge près du tremplin de Balbergbakken à Fåberg. Jusqu'en mai 1989, les plans pour la plupart des sites sont remaniés et la piste est envisagée à Kanthaugen en tant que partie d'un parc olympique à Stampesletta. Le coût estimé de cette proposition est de 231 millions de couronnes norvégiennes.
Le conseil municipal de Lillehammer, celui du comté d'Oppland et le conseil norvégien pour l'héritage culturel refuse la construction de la piste sur ce site à cause de son impact environnemental. À la place, ces institutions proposent le site de Huseskogen à Hunderfossen. Le comité d'organisation rejette d'abord cette proposition et, en 1990, envisage la possibilité de construire la piste à Holmenkollen à Oslo. Deux tracés sont pris en considération, un au même endroit que le Korketrekkeren et un autre de l'Holmenkollbakken à Midtstuen. La fédération internationale de bobsleigh et de tobogganing et la fédération internationale de luge de course soutiennent le projet de construire la piste dans la capitale. Des inquiétudes à propos de l'impact environnemental de ce projet, particulièrement en termes de pollution visuelle, sont exprimées. Finalement, le site d'Hunderfossen à Lillehammer est confirmé et une subvention est accordée par le parlement norvégien le 24 août 1990.
Les concepteurs des pistes d'Altenberg, Oberhof (Allemagne de l'Est), La Plagne (France) et Calgary (Canada) sont consultés pendant la planification. Cinq entreprises postulent pour construite la structure en béton et le mandat est attribué à Høyer-Ellefsen et Veidekke pour 45 millions de couronnes. Les mêmes entreprises s'occupent de la construction des bâtiments. La piste est le premier site des Jeux olympiques de 1994 dont la construction commence. Après le début de la construction, en mars 1991, le ministre de la culture Åse Kleveland (Parti travailliste) suggère, pour réduire les coûts, d'organiser les épreuves de bobsleigh et de luge des Jeux de 1994 à La Plagne, en France, site des Jeux olympiques d'hiver de 1992. Les autorités françaises approuve le projet, la Norvège payant une partie des coûts de construction, mais l'idée est rejetée par le président du comité d'organisation des Jeux Gerhard Heiberg. Peu d'autres membres du parti soutiennent l'idée, 30 millions de couronnes ayant déjà été dépensés pour préparer le tracé.
1300 tonnes de béton projeté et 180 tonnes de barres de métal sont utilisées pour la construction de la piste. C'est la première piste dans le monde où les tuyaux de refroidissement passent dans un ponceau souterrain. Ce dernier est composé de 31 sections de béton armé. Le bétonnage est terminé le 31 octobre 1991. Des représentants de la société norvégienne pour la conservation de la nature annoncent être satisfaits du résultat final. C'est la seule piste de bobsleigh et de luge artificiellement réfrigérée du Nord de l'Europe. La construction, terminée le 1er octobre 1992, a un coût total de 201 millions de couronnes. Après les Jeux olympiques, la piste appartient à la société Lillehammer Olympiapark qui appartient elle-même à la ville de Lillehammer.

## Caractéristiques
La piste a une longueur de 1 710 mètres en comptant la distance de freinage. La longueur utilisée pour les compétitions de bobsleigh, skeleton et luge masculine individuelle, sans compter la distance de freinage, est de 1 365 mètres. Pour les compétitions de luge en double et de luge féminine, elle est de 1 065 mètres. La piste a 16 virages et contient 24 photocellules pour le chronométrage. Elle a une dénivellation total de 112 mètres, une pente moyenne de 8 % et une pente maximale de 15 %. Le départ est situé à une altitude de 384 mètres. La vitesse maximale est de 130 km/h. Dix mille personnes peuvent assister aux compétitions.
Le système de réfrigération contient 90 tonnes d'ammoniac qui circulent dans 94 sections d'une longueur totale de 80 kilomètres. Cela permet une puissance de refroidissement de 3 100 kilowatt et la piste peut être réfrigérée jusqu'à une température extérieure de 20 degrés Celsius. L'installation produit 4,5 gigawatts-heures de réseau de chaleur par année.
La piste est exploitée par Lillehammer Olympiapark, qui s'occupe aussi des quatre autres sites olympiques de Lillehammer. Elle occupe sept employés et jusqu'à vingt personnes supplémentaires y travaillemt pendant les grandes compétitions. La piste est utilisées par les clubs sportifs locaux et plus de vingt pays l'utilisent pour l'entraînement. Jusqu'à 10 000 touristes l'utilisant chaque année ; des descentes en bobs sur roues sont proposées pendant l'été. Elle fonctionne onze mois par année. En 2004, le site reçoit des subventions de 1,5 à 2,0 millions de couronnes par année.
Le tableau suivant montre les statistiques de la piste pour les différentes disciplines. Elle contient la longueur de compétition (du départ à l'arrivée sans compter la distance de freinage), le nombre de virages, la dénivellation et la pente moyenne,,.
| Discpipline                          | Longueur (m) | Virages | Dénivellation (m) | Pente (%) |
| ------------------------------------ | ------------ | ------- | ----------------- | --------- |
| Bobsleigh et skeleton                | 1 365 mètres | 16      | 114 mètres        | 8,5       |
| Luge individuelle masculine          | 1 365 mètres | 16      | 114 mètres        | 8,5       |
| Luge individuelle féminine en double | 1 065 mètres | 13      | 85 mètres         | 6,9       |

## Compétitions

### Jeux olympiques d'hiver de 1994

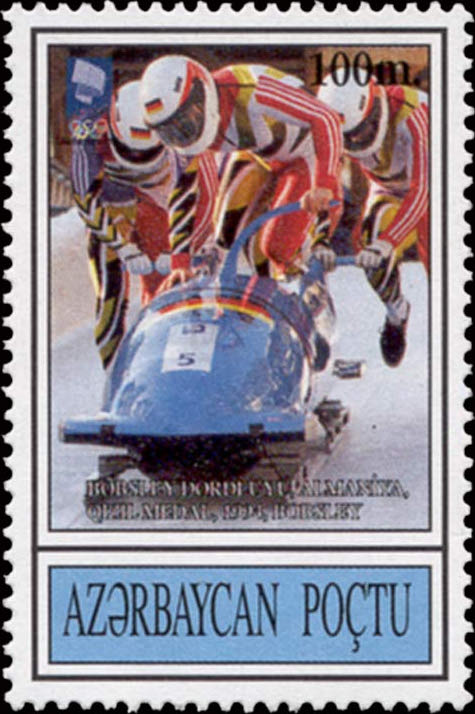
Allemagne II, bob vainqueur de la compétition à quatre des Jeux olympiques d'hiver de 1994.

La piste d'Hunderfosse accueille les épreuves de bobsleigh et de luge des Jeux olympiques d'hiver de 1994.
Deux épreuves de bobsleigh sont disputées. Les quatre manches de bob à deux ont lieu les 19 et 20 février et l'épreuve est remportée par les Suisses Gustav Weder et Donat Acklin. L'épreuve de bob à quatre, qui se déroule également en quatre manches, a lieu les 26 et 27 février. L'équipage Allemagne II, composé de Harald Czudaj, Karsten Brannasch, Olaf Hampel et Alexander Szelig, remporte l'épreuve.
Trois épreuves de luge sont également organisées. L'épreuve individuelle masculine, remportée par l'Allemand Georg Hackl, a lieu les 13 et 14 février alors que l'épreuve féminine, remportée par l'Italienne Gerda Weissensteiner, a lieu les 15 et 16 février. L'épreuve masculine en double a lieu le 18 février et est remportée par les Italiens Kurt Brugger et Wilfried Huber.

### Championnats du monde
Les championnats du monde de skeleton et de luge ont lieu à Lillehammer en 1995.
Les championnats du monde FIBT 1995 sont partagés entre Lillehammer qui accueille les épreuves de skeleton et Winterberg qui reçoit celles de bobsleigh. L'épreuve de skeleton, remportée par le Suisse Jürg Wenger, a lieu les 4 et 5 mars
Trente nations participent aux quatre épreuves des championnats du monde de luge 1995. C'est la deuxième fois que cette compétition a lieu en Norvège après celle de 1955 à Oslo. L'Italien Armin Zöggeler remporte l'épreuve individuelle masculine, l'Allemande Gabriele Kohlisch l'épreuve féminine, les Allemands Stefan Krausse et Jan Behrendt gagne l'épreuve en double et l'Allemagne remporte également l'épreuve mixte par équipes.

### Jeux olympiques d'hiver de la jeunesse de 2016
Lillehammer a été choisie pour accueillir les Jeux olympiques de la jeunesse d'hiver de 2016, qui se tiennent du 12 au 21 février. La piste d'Hunderfossen est le site des épreuves de bobsleigh, de luge et de skeleton.